# Mensingteich
Der Mensingteich ist ein alter Stauteich bei Gernrode im Harz in Sachsen-Anhalt. In ihm wird der Steinbach gestaut; die Vorfluter sind die Bode und die Saale. Vom Teich aus kann über den Hagentalsweg der 3,5 km entfernte Neue Teich erreicht werden. Der Mensingteich ist im örtlichen Denkmalverzeichnis als Kunstteich eingetragen.

## Geschichte
Der Teich wurde wahrscheinlich im 17. Jahrhundert als Fisch- und Mühlenteich für die Wassermühle im Hagental angelegt. Die Mühle diente als Kornmühle. Andere Angaben geben eine Sägemühle an. Ursprünglicher Name des Teichs war Hagentalteich. Seinen jetzigen Namen erhielt der Teich nach dem Gaterslebener Müller Friedrich Christian Mensing, der die Wassermühle im Jahr 1857 gekauft hatte. Die Mühle gab ihren Betrieb aber bereits 1870, nach anderen Angaben 1900 auf.
Seit 1970 büßten der Steinbach und der von ihm versorgte Mensingteich mit dem beginnenden Bergbau nach Flussspat, in der oberhalb des Teiches gelegenen Grube Hohe Warte erheblich an Qualität ein. Das aus der Grube abfließende Grubenwasser hat einen niedrigen pH-Wert sowie erniedrigten Sauerstoffgehalt und enthält Eisen. Auf dem Weg zum Teich wird das Wasser durch natürliche Vorgänge mit Sauerstoff angereichert und das darin enthaltene Eisen oxidiert zu orangerotem Eisenoxihydrat. Dieses Eisenoxihydrat setzt sich auf dem Teichgrund und der Bachsole ab und verhindert dadurch die Ansiedlung von Pflanzen und Kleinlebewesen. Im Jahr 1985 wurde der Stollen zwar stillgelegt, dennoch floss noch lange ungereinigtes Grubenwasser aus der Grube in den Hagenbach.
Im Jahr 2006 wurde mit der Sanierung des Mensingteiches begonnen. Zunächst wurde der Teich komplett geleert und der mit Eisenschlamm verunreinigte Teichgrund entsorgt. Dabei wurde auch der Damm, für dessen Sanierung ausgediente Eisenbahnschwellen benutzt worden waren, erneuert. Ein neuer Abfluss wurde ebenfalls angelegt. Der Teich wurde mit Hilfe eines kleinen Dammes in einen oberen und einen unteren Abschnitt geteilt. Die Verbindung der beiden Teile erfolgt mittels eines Überlaufes. Dies geschieht zur Reinhaltung des Wassers, damit sich die durch den Bach transportierten Schlämme im oberen Teil des Teiches absetzen und das Wasser wieder an Qualität gewinnt.
Siehe auch: Liste der Gewässer in Sachsen-Anhalt